# Reichsbahndirektion Frankfurt/Main
Die Reichsbahndirektion Frankfurt/Main war ein Verwaltungsbezirk der Deutschen Reichsbahn.

## Geschichte

### Vorgeschichte
Die Bebraer Bahn war ein ursprünglich kurhessisches Projekt, das nach der Annexion des Kurstaats in Folge des Deutschen Kriegs von 1866 vom Königreich Preußen übernommen wurde. Die Bahn wurde von der Direction der Bebra-Hanauer Bahn in der ehemaligen kurhessischen Hauptstadt Kassel verwaltet. Am 15. November 1873 nahm sie, von Hanau Ost kommend, ihr letztes Teilstück bis zum Bebraer Bahnhof in Frankfurt-Sachsenhausen auf.
In der Folge verlegten die Preußischen Staatseisenbahnen den Sitz der Eisenbahndirektion zum 1. April 1874 nach Frankfurt am Main und benannten sie in Königliche Eisenbahn-Direction zu Frankfurt am Main um.

### Eisenbahndirektion

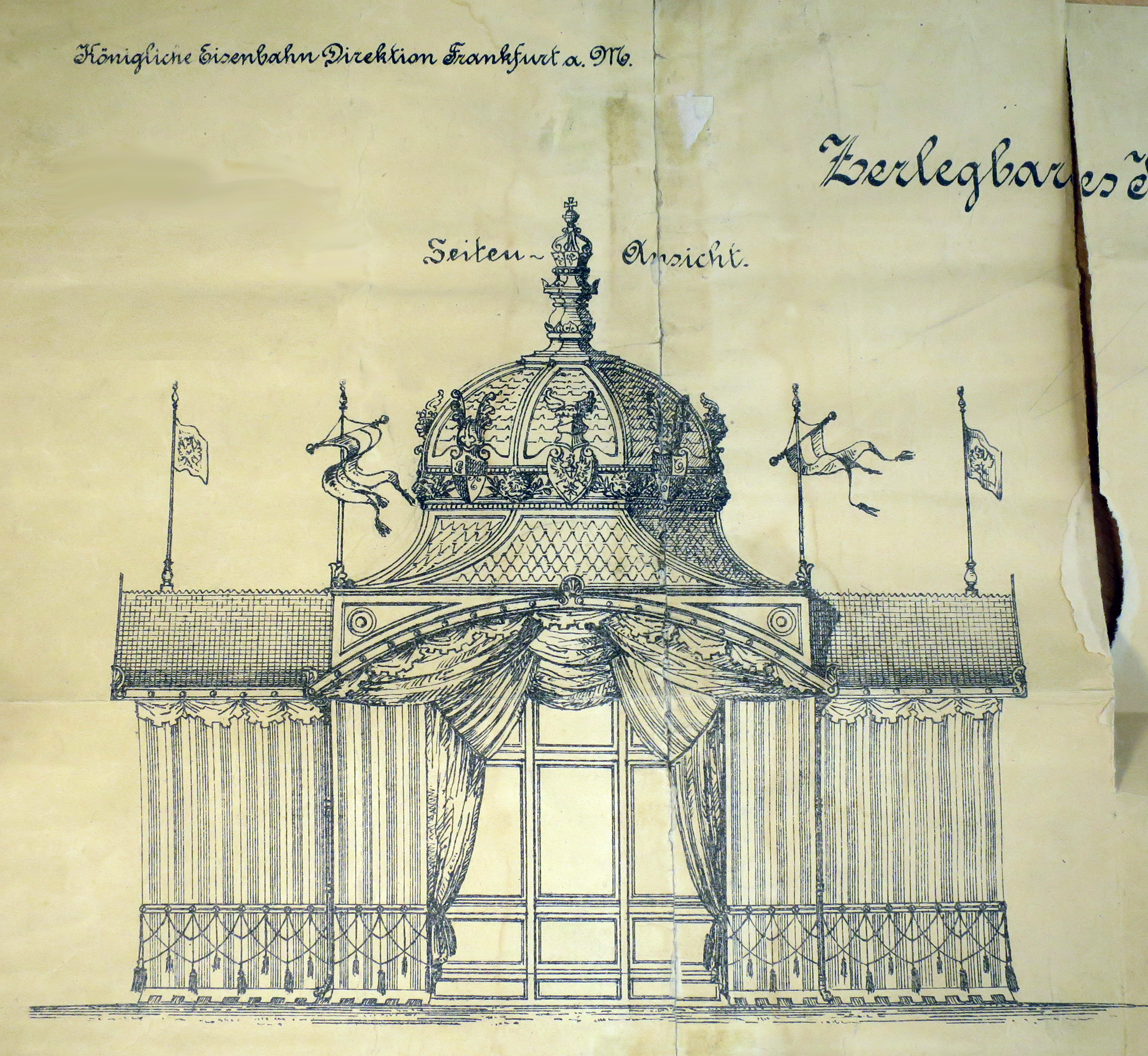
Von der Reichsbahndirektion für Kaiser Wilhelm II. vorgehaltenes „Kaiserzelt“

#### Entwicklung
Sie wurde 1879 zu einer der 11 Eisenbahndirektionen der damals im Rahmen der Verstaatlichungswelle neu organisierten Preußische Staatseisenbahnen. In der Folge fand 1880 eine umfangreiche Zuständigkeitserweiterung statt, als die bisherigen Direktionsbezirke Wiesbaden und Saarbrücken aufgelöst wurden. Eine erneute Umstrukturierung erfolgte 1897 mit der Gründung der Preußisch-Hessischen Eisenbahngemeinschaft. In deren Zuge wurde zwar die private Hessische Ludwigsbahn verstaatlicht und 1902 die kondominale Main-Neckar-Eisenbahn-Gesellschaft in die Eisenbahngemeinschaft übernommen, zugleich musste aber als politisches Zugeständnis an das Großherzogtum Hessen die Königlich Preußische und Großherzoglich Hessische Eisenbahndirektion Mainz gegründet werden. In der Folge wurde der Umfang des Direktionsbezirks zum 1. April 1897 neu definiert. Am 1. Januar 1914 ging das Eigentum an der Kronberger Bahn auf den Preußischen Staat über, die Strecke wurde Teil der Preußischen Staatseisenbahnen und der Eisenbahndirektion Frankfurt unterstellt. Neben den genannten Umstrukturierungen gab es immer wieder kleinere Änderungen des Zuständigkeitsbereichs gegenüber benachbarten Direktionen.

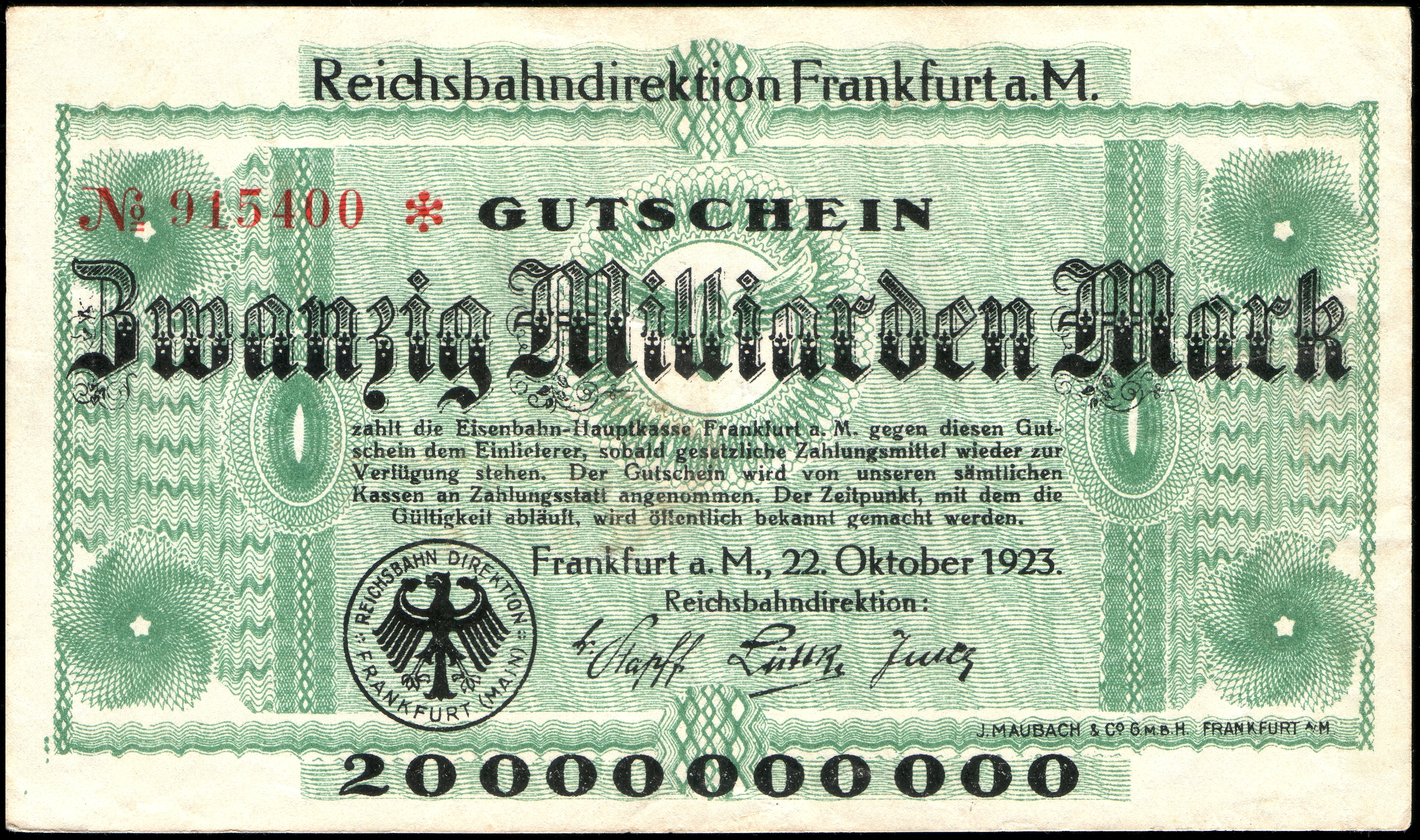
Notgeld der Reichsbahndirektion Frankfurt a. M., 1923

Am 9. März 1914 wurden im Direktionsbezirk zahlreiche neue „Doppellichtvorsignale“ in Betrieb genommen, die dem heute noch gebräuchlichen Modell des Formsignals entsprachen. Damit war fast die gesamte Direktion mit den neuen Signalen ausgestattet.

#### Dienstgebäude
Das Dienstgebäude der Frankfurter Direktion stand in der heutigen Friedrich-Ebert-Anlage (damals: Hohenzollernplatz) und wurde 1908 errichtet. Architekt war Armin Wegner. Es wurde im Zweiten Weltkrieg schwer beschädigt, anschließend stark vereinfacht wieder aufgebaut und 2007 abgerissen.

### Reichsbahndirektion
1920 gingen die Preußischen Staatseisenbahnen in der Deutschen Reichsbahn auf. Die Direktionsbezeichnungen änderten sich entsprechend und die Direktion hieß nun „Reichsbahndirektion Frankfurt/Main“.
Mit Gründung der Deutschen Bundesbahn firmierte die Direktion erneut um. Die neue Bezeichnung lautete nun „Bundesbahndirektion Frankfurt/M.“.

## Verwaltungsbezirk
Der Zuständigkeitsbereich der Reichsbahndirektion erstreckte sich (bis zum Ende des Zweiten Weltkriegs) über die südliche preußische Provinz Hessen-Nassau und die Provinz Oberhessen des Volksstaats Hessen: nördlich bis Dillenburg, Marburg und Bebra; nordwestlich bis Siegburg, westlich bis Oberlahnstein, nördlich des Mains bis Aschaffenburg und Gemünden am Main, südlich des Mains aber kaum über die Frankfurter Stadtgrenze hinaus. Die östliche Grenze verlief über die Rhön. Bedeutende Strecken innerhalb der Direktion waren:
- der Südteil der Main-Weser-Bahn Niederwalgern–Gießen–Frankfurt am Main
- die Bebra-Hanauer Bahn über Fulda nach Frankfurt und der Abzweigung nach Gemünden (Main)
- die Sieg-Dill-Strecke zwischen Siegburg und Gießen
- die Lahntalbahn Gießen–Limburg an der Lahn (–Koblenz)

1925 verwaltete die Reichsbahndirektion 2036 km Eisenbahnstrecken (1938: 2101 km) mit 530 Bahnhöfen und Haltepunkten und war für 28.603 Mitarbeiter zuständig. Sie war in 22 Ämter und 116 Bahnmeistereien eingeteilt und besaß 18 Bahnbetriebswerke.

## Vorsitzende/Direktoren/Präsidenten
Vorsitzende
- 1874/75: Julius Redlich[9]
- von 1875 bis 1880: Ludwig Heinrich Hendel, vormals Vorsitzender der Eisenbahndirektion Wiesbaden

Direktoren/Präsidenten
- von 1880 bis 1887 (†): Ludwig Heinrich Hendel
- von 1887 bis 1895: Heinrich von Guérard
- von 1895 bis 1899: Becher
- von 1899 bis 1907: Franz Robert Thomé, vormals Präsident KED Danzig
- von 1907 bis 1919: Lorenz Reuleaux, vormals Vertreter des Präsidenten der Eisenbahndirektion Elberfeld
- von 1919 bis 1925: Paul Stapff, anschließend Präsident der Reichsbahndirektion Berlin
- von 1925 bis 1933: Max Roser, 1946 Oberdirektor der deutschen Eisenbahn in Speyer für die Französische Zone
- von 1933 bis 1945: Karl Steuernagel
- von Mai 1945 bis Januar 1946: Köster, anschließend Präsident der Oberbetriebsleitung US-Zone
- von Januar 1946 bis 1948: Berthold Mehne, als SPD-Politiker in der Weimarer Republik und im NS-Staat verfolgt
- von 1949 bis 1955: Ernst Moritz Hess
- von 1955 bis 1965: Wilhelm Unverzagt
- von 1965 bis 1970: Kurt Wendler
- von 1971 bis 1985: Jakob Schaus
- von 1985 bis 1988: Wolfgang Bannas
- von 1988 bis 1993: Jürgen Kastner